# دبيق جبلي
الدبيق الجبلي (باللاتينية: Bupleurum montanum) نوع نباتي ينتمي إلى جنس الدبيق من الفصيلة الخيمية.

## الموئل والانتشار
موطن هذا النوع المغرب العربي.

## مرادفات للاسم العلمي
- (باللاتينية: Bupleurum oblongifolium Ball)